# Зауралля (хокейний клуб)
Хокейний клуб «Зауралля» — хокейний клуб з м. Кургана, Росія. Виступає у чемпіонаті Вищої хокейної ліги. Заснований у 1962 році. Попередні назви: «Поліграфмаш», «Хімік», «Буддеталь», «Карбишевець», «Зауралець», «Турбінка», «Мостовик-Турбінка», «Мостовик». 
Чемпіон першої ліги чемпіонату Росії (2001). Бронзовий призер вищої ліги (2004). 
Домашні ігри проводить у Льодовому палаці спорту «Мостовик» (2500). Кольори клубу: червоний, синій, чорний і білий.

## Історія
1961—1970 роки — виникнення команд майстрів у Кургані. Участь ХК «Поліграфмаш», ХК «Хімік», ХК «Буддеталь» у першості РРФСР. Перший виступ ХК «Зауралець» у класі «Б». Повернення курганської команди у клас «Б».
1971—1980 роки — ХК «Поліграфмаш» у класі «Б». Ігри зауральських команд за вихід до класу «Б». Шість «зіркових» років ХК «Зауралець». Поява ХК «Колос» з (с. Каргаполов, Курганська область) серед колективів класу «Б».
1981—1990 роки — занепад ХК «Зауралець». Спроби ХК «Карбишевець» вийти у другу лігу.
Успіх до курганської хокею прийшов уже із розпадом СРСР. Тоді відбулося злиття двох клубів — «Турбінка» і «Мостовик», і трохи пізніше «Мостовик» завоював путівку у другу лігу, а згодом — у першу. У 2001 році відбувся дебют «Мостовика» у вищій лізі. Тоді команда співпрацювала з омським «Авангардом». Під керівництвом фахівця Сергія Герсонського два десятки вихованців омського хокею відіграли свій перший сезон у кар'єрі на дорослому рівні. 
Напередодні сезону 2003—04 клуб отримав нинішню назву. На сьогоднішній день «Зауралля» є фарм-клубом новосибірського «Сибіру» з КХЛ.

## Досягнення
- Чемпіон першої ліги чемпіонату Росії (2001)
- Бронзовий призер вищої ліги (2004)

## Стадіон
Будівництво Льодового палацу спорту «Мостовик» почалося у 2000 році. Офіційне відкриття ЛПС відбулося 6 вересня 2001 року на матчі Кубка УрФО «Мостовик» — «Газовик» (Тюмень).